# 阿塔島
阿塔島是太平洋島國湯加的島嶼，位於該國南部，距離主島湯加塔布島約157公里，長1.7公里、寬1.6公里，面積2.3平方公里，最高點海拔高度355米，該島被森林覆蓋。
1965年發生著名的東加漂流者事件，6名少年在海上遇難，卻在阿塔島生活15個月並全數奇蹟獲救的故事。